# Чери, Тамаш
Тамаш Чери (венг. Cseri Tamás; род. 15 января 1988, Дьёр) — венгерский футболист, полузащитник клуба «Мезёкёвешд».

## Клубная карьера
Воспитанник молодёжных команд футбольных клубов «Дьирмот» и «Ференцварош».
Профессиональную карьеру начал в 2007 году речами в команде «Мошонмадьяровар», в которой он провёл один сезон, сыграв в 14 матчах чемпионата. Впоследствии он провел сезон в дубле «Дьёра». Летом 2009 года после чего он присоединился к «Печи».
Сезон 2010/2011 на правах аренды провёл в «Елёре». В 2011 году подписал контракт с клубом «Дьирмот», где принял участие в более 100 играх чемпионата за четыре года.
С 2015 года два сезона защищал цвета «Кишварды», где также был игроком основного состава. В 2017 присоединился к клубу «Мезёкёвешд».

## Карьера за сборную
Дебют за национальную сборную Венгрии состоялся 6 сентября 2020 года в домашнем матче Лиги наций 2020/2021 против сборной России (2:3). Был включён в состав на чемпионат Европы 2020, где сыграл только в матче против Франции (1:1). Всего Чери за сборную сыграл 4 матча.

## Достижения

### «Мезёкёвешд»
- Финалист Кубка Венгрии: 2019/20